# William Dacre, 5. Baron Dacre
William Dacre, 5. Baron Dacre auch William de Dacre (* um 1357; † 20. Juli 1399) war ein englischer Adeliger und Politiker.

## Leben
Dacre wurde als einziger Sohn von Hugh Dacre, 4. Baron Dacre und dessen Frau Elizabeth de Maxwell geboren. Nach dem Tod seines Vaters im Jahr 1383 fiel ihm der Titel des Baron Dacre zu. Er heiratete wohl Joan Douglas, mit der er einen Sohn hatte. Zwischen 1383 und 1397 gehörte er dem englischen Parlament an. Ab dem 13. Juni 1385 war er zudem Mitglied der Armee Richard II. Für seine Verdienste wurde er zum Ritter geschlagen. Mit Dacres Tod ging der erbliche Adelstitel der Familie auf den einzigen Sohn Thomas über. Begraben wurde Dacre, wie schon sein Vater, im Priorat von Lanercost.